# Jesús Rodríguez (futbolista)
Jesús Iván Rodríguez Trujillo (conocido como La araña) (Chiapas, México, 21 de mayo de 1993) es un futbolista mexicano. Juega de portero y su equipo actual es el Club Puebla de la Liga MX de México.

## Trayectoria
Tuvo sus inicios en el Jaguares de Ocozocuautla de 2008 a 2009, para 2010 pasa a las Fuerzas Básicas del Puebla, debutando en copa el 6 de agosto de 2014 ante Celaya.
En Primera División debuta el 10 de noviembre de 2018 ante Tigres.

## Estadísticas

### Clubes
| Club                     | País   | Año               |
| ------------------------ | ------ | ----------------- |
| Chiapas Fútbol Club      | México | 2008 - 2009       |
| Club Puebla              | México | 2010 - 2015       |
| Cafetaleros de Tapachula | México | 2015 - 2015       |
| Chiapas Fútbol Club      | México | 2015 - 2016       |
| Club Puebla              | México | 2016 - actualidad |